# ایرم ساک

ایرم ساک (متولد ۹ فوریه ۱۹۸۶، سیواس)، هنرپیشه اهل کشور ترکیه است.

## زندگی و حرفه
ایرم ساک در سال ۱۹۸۶ در خانواده ای چرکسی در شهر سیواس متولد شد. او دوره ابتدایی، راهنمایی و دبیرستان را در سیواس به پایان رساند و در سال ۲۰۰۶ برای تحصیلات دانشگاهی به استانبول رفت. وی در دانشگاه استانبول، از رشتهٔ فرهنگ و ادبیات آمریکا فارغ‌التحصیل شد. این بازیگر که در دوران دبیرستان در چندین نمایش تئاتر شرکت کرده بود، در سال ۲۰۰۸ نقش شخصیت زیتین را در نمایشی به نام Sizinkiler در فرهنگسرای بشیکتاش ایفا کرد. وی در سال ۲۰۲۰ در سریال پرمخاطب چوکور نقش ایفا کرد.

## فیلم‌شناسی

### سینما
| نام                    | سال  | نقش    |
| ---------------------- | ---- | ------ |
| پلاگین پدربزرگ         | ۲۰۱۶ | سرنوشت |
| اگر برگردد از آن شماست | ۲۰۱۶ | خلیج   |
| مرغ دریایی             | ۲۰۱۷ | نورگل  |
| دنیای فانی             | ۲۰۱۸ | بیگم   |
| سالن گره               | ۲۰۱۸ | رؤیا   |
| مقدسین                 | ۲۰۲۱ | بورجو  |

### تلویزیون
| نام                 | سال       | نقش                 |
| ------------------- | --------- | ------------------- |
| خانه مبارک          | ۲۰۱۰      | شهرازاد             |
| هر کدام ۵           | ۲۰۱۱      | سینم                |
| دنیای دروغ          | ۲۰۱۲–۱۴   | تولایی              |
| عالم انسان‌ها        | ۲۰۱۲      | سینم                |
| نمایش گولدور گولدور | ۱۸–۲۰۱۵   | سینم                |
| گلپری               | ۲۰۱۸      | خودش (مهمان بازیگر) |
| یک داستان خانوادگی  | ۲۰۱۹      | مژده گونش           |
| ست جت               | ۲۰۲۰      | خودش (مهمان بازیگر) |
| گودال               | ۲۰۲۰–۲۰۲۱ | سرن اردنت           |

## تئاتر
- داستان‌های همه ما یکسان است: Dario-Fo - Craft Theatre (2015-17)
- ۳ جوایز رسانه ای OMÜ - جایزه ویژه باشگاه جوانان (Lie World)
- ۹ جوایز فرهنگ و هنر کمال سونال - جایزه بهترین بازیگر سریال تلویزیونی (Lie World)
- ۲۱ جوایز بازیگر تئاتر و سینما Sadri Alışık - جایزه ویژه کمیته انتخاب (همه داستان‌های ما یکسان است، تئاتر صنایع دستی)
- ۲۸ جشنواره بین‌المللی فیلم آنکارا - جایزه بهترین بازیگر نقش مکمل زن (Martı)